# Магнели (Пјаченца)
Магнели је насеље у Италији у округу Пјаченца, региону Емилија-Ромања.
Према процени из 2011. године у насељу је живело 12 становника. Насеље се налази на надморској висини од 169 m.